# Giallo

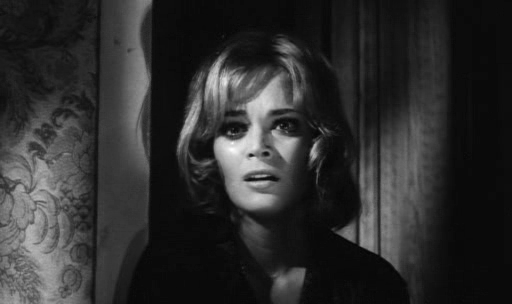
Leticia Román en La muchacha que sabía demasiado (1963), considerada por la mayoría de los críticos como la primera película del género giallo.

Giallo (pronunciación en italiano: /ˈdʒallo/; plural en italiano gialli; plural en español giallos) es un género italiano de literatura y cine del siglo XX. Especialmente fuera de Italia, giallo se refiere específicamente a un determinado género de suspenso y terror italiano que tiene elementos de misterio o detectives y a menudo contiene asesinatos brutales, crimen, alto suspenso, terror psicológico, explotación, explotación sexual, y, con menor frecuencia, elementos de terror sobrenatural. En Italia, el término generalmente denota thrillers, de los subgéneros de ficción criminal, misterio y terror, independientemente del país de origen.
En los países de habla inglesa, el término giallo a menudo se refiere a la versión cinematográfica italiana del género, un estilo particular de películas de suspenso y terror, de misterios y de asesinatos producidas en Italia que por lo general combinan la atmósfera y el suspenso de la ficción  con elementos de terror (como la violencia slasher) y el erotismo (similar al género francés fantastique), y a menudo involucra a un asesino misterioso cuya identidad no se revela sino hasta el acto final de la película. El género se desarrolló a mediados y finales de la década de 1960, alcanzó su punto máximo de popularidad durante la década de 1970 y posteriormente disminuyó durante las siguientes décadas. Se ha considerado como un antecesor y una influencia significativa en el subgénero anglosajón del cine slasher.
La palabra giallo es italiano para amarillo. El término deriva de una serie de novelas de misterio de bolsillo con portadas amarillas que fueron populares en la Italia posfascista.

## Literatura
El término giallo («amarillo») deriva de una serie de novelas pulp de misterio y crimen titulada Il Giallo Mondadori (Mondadori Yellow), publicada por Mondadori a partir de 1929 y que toma su nombre de la portada amarilla de la marca registrada. La serie consistió casi exclusivamente en traducciones italianas de novelas de misterio de escritores británicos y estadounidenses. Estos incluyen Agatha Christie, Ellery Queen, Edgar Wallace, Ed McBain, Rex Stout y Raymond Chandler.
Publicadas como libros de bolsillo, el éxito de las novelas de giallo pronto comenzó a atraer la atención de otras editoriales italianas. Publicaron sus propias versiones e imitaron las portadas amarillas. La popularidad de estas series finalmente estableció la palabra giallo como un sinónimo en italiano para una novela de misterio. En el uso coloquial y mediático en Italia, también se aplicó a un asunto misterioso o no resuelto.

## Cine
En la lengua italiana, giallo es un término amplio que puede traducirse como «novela policíaca» que incluye cualquier género literario relacionado con crimen y misterio, con todos sus subgéneros como ficción policial, historia de detectives, misterio de asesinatos o suspenso-horror.
En el contexto cinematográfico, para el público italiano giallo ha venido a referirse a cualquier tipo de misterio de asesinato o de suspenso, independientemente de su origen. Por lo tanto, las películas de terror estadounidenses, británicos u otros como Psycho, Vertigo y Peeping Tom se consideran giallo.
Las audiencias de habla inglesa han usado el término para referirse específicamente al tipo de películas de suspenso y terror producidas en Italia, conocidas por las audiencias italianas como giallo all'italiana.
El subgénero cinematográfico comenzó como adaptaciones literales de las novelas de misterio giallo. Los directores pronto comenzaron a aprovechar las técnicas cinematográficas modernas para crear un género único que retuvo los elementos de misterio y policiaco de las novelas de giallo pero se desvió más estrechamente hacia el alto suspenso o terror psicológico. Muchas de las características típicas de estas películas se incorporaron al género slasher estadounidense posteriormente.

### Características
Los críticos no están de acuerdo con la caracterización de una película de giallo. Gary Needham escribió:
Por su propia naturaleza, el giallo desafía nuestras suposiciones acerca de cómo se deberían clasificar las películas que no son de Hollywood, yendo más allá del tipo de imaginario taxonómico angloamericano que «corrige» el género tanto en la crítica cinematográfica como en la industria cinematográfica para designar algo específico. ...sin embargo, a pesar de la resistencia del giallo a la definición clara, hay tropos temáticos y estilísticos identificables.
Estos «tropos temáticos y estilísticos» distintos constituyen una definición general del género que es ampliamente coherente, aunque varios críticos han propuesto detalles característicos ligeramente diferentes (lo que en consecuencia crea cierta confusión sobre qué películas pueden considerarse del género giallo).
Aunque a menudo involucran el crimen y el trabajo de detectives, el giallo no debe confundirse con el otro género popular del crimen italiano de la década de 1970, el  poliziotteschi, que incluye más películas orientadas a la acción sobre violentos oficiales de la ley (en gran medida influenciados por películas estadounidenses de los años setenta de gran calidad como Dirty Harry, Death Wish, The Godfather, Serpico, y The French Connection). Los directores y actores a menudo se movían entre ambos géneros y algunas películas podrían considerarse bajo cualquiera de los dos estandartes, como la película de 1974 de Massimo Dallamano La polizia chiede aiuto (What Have They Done to Your Daughters?). La mayoría de los críticos están de acuerdo en que el giallo representa una categoría distinta con características únicas.

#### Estructura
Las películas Giallo se caracterizan generalmente como películas de misterio y asesinato, que combinan los elementos de suspenso de ficción detectivesca con escenas de horror impactante, con flebotomía excesivas, elegantes trabajos de cámara y, a menudo, arreglos musicales discordantes. La trama arquetípica del giallo involucra a un misterioso asesino psicopático con guantes negros que acecha y mata a una serie de hermosas mujeres. Mientras que la mayoría de los gialli involucran a un asesino humano, algunos también cuentan con un elemento sobrenatural.

#### Títulos
El género Giallo a menudo presenta títulos espeluznantes o barrocos, con frecuencia empleando referencias de animales o el uso de números. Ejemplos de la tendencia anterior incluyen Sette scialli di seta gialla, Non si sevizia un paperino, La morte negli occhi del gatto y La tarantola dal ventre nero; mientras que las instancias de este último incluyen Sette note in nero y The Fifth Cord.

## Historia y desarrollo
La primera novela giallo que fue adaptado al cine fue The Postman Always Rings Twice de James M. Cain, adaptada en 1943 por Luchino Visconti como Ossessione. Aunque la película fue técnicamente la primera de la entrega giallo de Mondadori en ser adaptada, su estilo neorrealista fue marcadamente diferente del carácter violento y estilizado que adquirirían las adaptaciones posteriores. Condenado por el gobierno fascista, Obsessione fue aclamada como un hito del cine neorrealista, pero no provocó más adaptaciones de giallo durante casi 20 años.
Además de la tradición literaria del giallo, también se vio tempranamente influenciado por las películas «krimi» alemanas de principios de los sesenta. Producidas por el estudio danés/ alemán Rialto Film, estas películas criminales en blanco y negro basadas en las historias de Edgar Wallace típicamente presentaban tramas misteriosas con un asesino enmascarado, anticipando varios componentes clave del movimiento giallo por varios años. A pesar de su vínculo con el giallo de Wallace, sin embargo, se presentaron poco de la estilización excesiva y el gore que definiría gialli italianos.
El director sueco, Arne Mattsson, también ha sido señalado como una posible influencia, en particular su película Mannequin in Red. Aunque la película comparte similitudes estilísticas y narrativas con las películas posteriores del giallo (particularmente su uso del color y su trama de asesinato múltiple), no hay evidencia directa de que los directores italianos posteriores lo hayan visto.

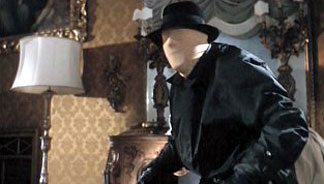
Goffredo Unger como el asesino enmascarado de Blood and Black Lace (1964) serviría como plantilla visual para el asesino del giallo.

La primera película giallo «verdadera» se considera generalmente como La muchacha que sabía demasiado (1963) de Mario Bava. Su título alude al clásico de Alfred Hitchcock The Man Who Knew Too Much (1934, refilmado por Hitchcock en 1956), destacando el vínculo inicial entre el giallo y las historias de crímenes angloamericanos. Aunque filmada en blanco y negro y carente de la violenta violencia y la sexualidad que definirían luego al giallo, a la película se le atribuye el establecimiento de la estructura esencial del género: en ella, un joven turista estadounidense en Roma es testigo de un asesinato, encuentra su testimonio desestimado por las autoridades y debe intentar descubrir la identidad del asesino. Bava se inspiró en la tradición krimi, así como en el estilo hitchcockiano al que se hace referencia en el título, y la estructura de la película sirvió como una plantilla básica para muchos de los gialli que seguirían.
Bava siguió a The Girl Who Knew Too Much el próximo año con el elegante e influyente Blood and Black Lace (1964). Introdujo una serie de elementos que se convirtieron en emblemáticos del género: un acosador enmascarado con un arma brillante en su mano enguantada de negro que asesina brutalmente a una serie de modelos de moda glamorosos. Aunque la película no fue un éxito financiero en ese momento, los tropos que introdujo (particularmente su asesino con guantes negros, su sexualidad provocativa y su uso audaz del color) se convertirían en un icono del género.
Varias películas de suspenso / crimen de temática similar siguieron en los próximos años, incluidos los primeros esfuerzos de los directores Antonio Margheriti (Nude... si muore en 1968), Umberto Lenzi (Orgasmo en 1968, Paranoia y Così dolce... così perversa en 1969) y Lucio Fulci (Una sull'altra en 1969), todos los cuales se convertirían en grandes fuerzas creativas en el creciente género. Pero fue el primer largometraje de Dario Argento, en 1970, que convirtió al giallo en un importante fenómeno cultural. Esa película, El pájaro de las plumas de cristal, fue muy influenciada por Blood and Black Lace, e introdujo un nuevo nivel de estilo de violencia y suspenso que ayudó a redefinir el género. La película fue un éxito de taquilla y fue ampliamente imitada. Su éxito provocó un frenesí de películas italianas con planes de asesinato elegantes, violentos y sexualmente provocativos, (Argento solo hizo tres más en los siguientes cinco años) esencialmente consolidando el género en la conciencia pública. En 1996, el director Michele Soavi escribió, «No hay duda de que fue Mario Bava quien inició los thrillers de espagueti [pero] Argento les dio un gran impulso, un punto de inflexión, un nuevo estilo...'ropa nueva'. Mario había envejecido y Darío lo convirtió en su propio género... Esto tuvo repercusiones en el género cinematográfico, que, gracias a Darío, recibió un nuevo impulso en la vida». El éxito de The Bird with the Crystal Plumage provocó una década en la que se produjeron múltiples gialli cada año. En los círculos cinematográficos en idioma inglés, el término giallo se convirtió gradualmente en sinónimo de un elemento visual pesado, teatral y estilizado.

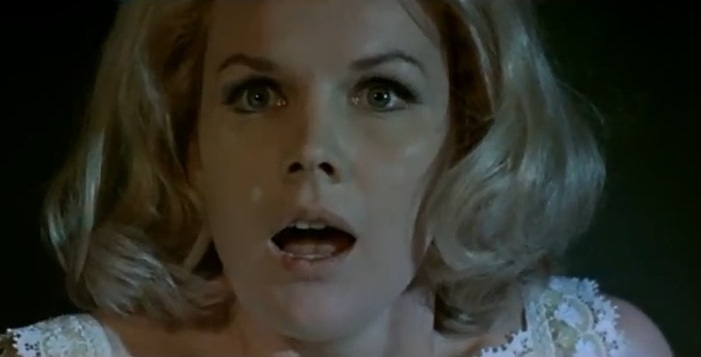
Carroll Baker en The Sweet Body of Deborah (1968); la actriz estadounidense protagonizó una saga de películas giallo.

El género giallo tuvo su apogeo desde 1968 hasta 1978. Sin embargo, el período más prolífico fue el período de tiempo de tres años entre 1971 y 1973, durante el cual se produjeron 65 gialli diferentes. Directores como Bava, Argento, Fulci, Lenzi, y Margheriti continuaron produciendo gialli a lo largo de los 70 y más, y pronto se unieron otros directores notables, entre ellos Sergio Martino, Paolo Cavara, Armando Crispino, Ruggero Deodato y el hijo de Bava, Lamberto Bava. El género también se extendió a España a principios de los años 70, dando como resultado películas como La residencia (1969) y Los ojos azules de la muñeca rota (1973) que tenía características inconfundibles de giallo, pero contaba con talentos de producción y actores españoles. A pesar de que precedieron al primer giallo por unos pocos años, las películas de krimi alemanas continuaron haciéndose al mismo tiempo que el gialli temprano, y también fueron influenciadas por su éxito. A medida que la popularidad de los krimis disminuía en Alemania, Rialto Film comenzó a emparejarse cada vez más con productoras italianas y cineastas (como el compositor Ennio Morricone y director / cinematógrafo Joe D'Amato, quien trabajó en películas de krimi posteriores siguiendo sus éxitos en Italia). La superposición entre los dos movimientos es lo suficientemente extensa como para que una de las últimas películas de krimi de Rialto, Cosa avete fatto a Solange?, cuenta con un director y equipo italiano y ha sido llamado giallo por derecho propio.
El giallo continuó produciéndose a lo largo de los años 70 y 80, pero gradualmente disminuyó su popularidad y los presupuestos de películas y los valores de producción comenzaron a disminuir. El director Pupi Avati satirizó el género en 1977 con un giallo slapstick titulado Tutti defunti... tranne i morti.
Aunque el ciclo giallo se desvaneció en la década de 1990 y vio pocas entradas en la década de 2000, continúan produciéndose, en particular por Argento (quien en 2009 lanzó una película que en realidad se titulaba Giallo, en homenaje a su larga carrera en el género) y los codirectores Hélène Cattet & Bruno Forzani, cuya Amer (que utiliza música de gialli más antiguos, incluidas las pistas de Morricone y Bruno Nicolai) recibieron una recepción crítica positiva en su lanzamiento en 2009. En gran medida, la influencia del género vive en el cine slasher que se hicieron enormemente populares durante la década de 1980 y se basaron en tropos desarrollados por el giallo anterior.

### Influencia
El ciclo de giallo ha tenido un efecto duradero en las películas de terror y en los misterios de asesinatos realizados fuera de Italia desde finales de los años sesenta. Este estilo cinematográfico y su contenido incansable también se encuentran en la raíz de cine slasher y gore que se hizo muy popular a principios de los años ochenta. En particular, dos películas violentas y sorpresivas de Mario Bava, Hatchet for the Honeymoon (1970) y Twitch of the Death Nerve (1971) fueron especialmente influyentes.
Los primeros ejemplos del efecto giallo se pueden ver en la película británica Berserk! (1967) y los thrillers de misterio estadounidenses No Way to Treat a Lady (1968), Klute (1971), Pretty Maids All in a Row (1971, basada en una novela italiana), Frenzy de Alfred Hitchcock (1972), Madhouse de Vincent Price (1974) y Eyes of Laura Mars (1978). Berberian Sound Studio (2012) ofrece un tributo afectuoso al género.
El director Eli Roth calificó al giallo «uno de mis subgéneros favoritos del cine», y citó específicamente a la película de Sergio Martino Torso (I corpi presentano tracce di violenza carnale) (junto con la película de terror española ¿Quién puede matar a un niño?) como influyente en su película de 2005 Hostel, escribiendo, «...estos giallos italianos de los años setenta comienzan con un grupo de estudiantes que están en Roma, muchas escenas en lugares con teleobjetivos, y te da la sensación de que están siendo observados. Hay una sensación realmente espeluznante siniestra. Las chicas siempre van de viaje a algún lugar y todas son muy inteligentes. Todos toman decisiones que la audiencia tomaría».

## Filmografía

### 1970
- The Bird with the Crystal Plumage (Dario Argento, 1970; Italian: L'uccello dalle piume di cristallo) a.k.a. Phantom of Terror, a.k.a. The Gallery Murders
- Hatchet for the Honeymoon (Mario Bava, 1970; Italian: Il rosso segno della follia / The Red Mark of Madness) a.k.a. Blood Brides
- Paranoia (Umberto Lenzi, 1970) released in USA as A Quiet Place to Kill
- Five Dolls for an August Moon (Mario Bava, 1970; Italian: 5 bambole per la luna d'agosto) a.k.a. Island of Terror
- Death Occurred Last Night (Duccio Tessari, 1970; Italian: La morte risale a ieri sera
- A Suitcase for a Corpse (Alfonso Brescia, 1970; Italian: Il tuo dolce corpo da uccidere / Your Sweet Body to Murder)
- Your Hands on My Body (Brunello Rondi, 1970; Italian: Le tue mani sul mio corpo) a.k.a. Schocking
- Forbidden Photos of a Lady Above Suspicion (Luciano Ercoli, 1970; Italian: Le foto proibite di una signora per bene)
- Kill the Fatted Calf and Roast It (Salvatore Samperi, 1970; Italian: Uccidete il vitello grasso e arrostitelo)
- In the Folds of the Flesh (Sergio Bergonzelli, 1970; Italian: Nelle pieghe della carne)
- The Weekend Murders (Michele Lupo, 1970; Italian: Concerto per pistola solista) a.k.a. The Story of a Crime
- The Man with Icy Eyes (Alberto De Martino, 1971; Italian: L'uomo dagli occhi di ghiaccio)
- A Lizard in a Woman's Skin (Lucio Fulci, 1971; Italian: Una lucertola con la pelle di donna) a.k.a. Schizoid
- The Fifth Cord (Luigi Bazzoni, 1971; Italian: Giornata nera per l'ariete / Black Day for the Ram) a.k.a. Evil Fingers
- Oasis of Fear (Umberto Lenzi, 1971; Italian: Un posto ideale per uccidere / An Ideal Place to Kill) a.k.a. Dirty Pictures
- The Strange Vice of Mrs. Wardh (Sergio Martino, 1971; Italian: Lo strano vizio della Signora Wardh) a.k.a. Blade of the Ripper, a.k.a. Next!, a.k.a. The Next Victim
- The Case of the Scorpion's Tail (Sergio Martino, 1971; Italian: La coda dello scorpione / Tail of the Scorpion)
- Black Belly of the Tarantula (Paolo Cavara, 1971; Italian: La tarantola dal ventre nero)
- The Cat o' Nine Tails (Dario Argento, 1971; Italian: Il gatto a nove code)
- The Bloodstained Butterfly (Duccio Tessari, 1971; Italian: Una farfalla con le ali insanguinate) a.k.a. Secret of the Black Rose
- Four Flies on Grey Velvet (Dario Argento, 1971; Italian: 4 mosche di velluto grigio)
- Marta (José Antonio Nieves Conde, 1971; Italian: ...dopo di che, uccide il maschio e lo divora / Afterwards, It Kills and Devours the Male)
- The Double (Romolo Guerrieri, 1971; Italian: La Controfigura) a.k.a. Love Inferno
- Cross Current (Tonino Ricci, 1971; Italian: Un Omicidio perfetto a termine di legge / A Perfect Murder According to Law)
- The Iguana with the Tongue of Fire (Riccardo Freda, 1971; Italian: L'iguana dalla lingua di fuoco)
- A Bay of Blood (Mario Bava, 1971; Italian: Reazione a catena / Chain Reaction) a.k.a. Twitch of the Death Nerve, a.k.a. Ecologia del delitto / Ecology of Crime, a.k.a. Last House on the Left Part 2

### 1960
- La muchacha que sabía demasiado (Mario Bava, 1963; Italiano: La ragazza che sapeva troppo) también conocido como Evil Eye
- The Monster of London City (1964), película de krimi alemana que antecede al formato italiano giallo
- The Hyena of London/ La jena di Londra (Gino Mangini, 1964) protagonizada por Tony Kendall
- Il mostro di Venezia / The Monster of Venice (Dino Tavella, 1965) también conocido como The Embalmer
- Blood and Black Lace (Mario Bava, 1965; Italiano: Sei donne per l'assassino / Six Women for the Murderer)  también conocido como Fashion House of Death
- Libido (Ernesto Gastaldi, 1965)
- Night of Violence (Roberto Mauri, 1965; Italiano: Le notti della violenza / Nights of Violence)
- The Third Eye (Mino Guerrini, 1966; Italiano: Il terzo occhio)
- A... For Assassin (Angelo Dorigo, 1966; Italiano: A... come Assassino)
- The Murder Clinic (Elio Scardamaglia, 1966; Italiano: La lama nel corpo / The Knife in the Body) también conocido como Nights of Terror, también conocido como Revenge of the Living Dead
- Omicidio per appuntamento (Mino Guerrini, 1966) también conocido como Agent 3S3 Setzt Alles Auf Eine, también conocido como Date for a Murder[22]
- Assassino senza volto (Angelo Dorigo, 1967; Inglés: Killer Without a Face)
- Col cuore in gola (Tinto Brass, 1967; Inglés: With Heart in Mouth) también conocido como Deadly Sweet, también conocido como I Am What I am
- The Sweet Body of Deborah (Romolo Guerrieri, 1968; Italiano: Il dolce corpo di Deborah)
- La morte ha fatto l'uovo (Giulio Questi, 1968; Inglés: Death Laid an Egg)  también conocido como Plucked, también conocido como A Curious Way to Love
- A Quiet Place in the Country (Elio Petri, 1968; Italiano: Un tranquillo posto di campagna)
- Naked... You Die! (Antonio Margheriti, 1968, Italiano: Nude... si muore) también conocido como The Young, the Evil and the Savage, también conocido como The Schoolgirl Killer
- Deadly Inheritance] (Vittorio Sindoni, 1968; Italiano: L'assassino ha le mani pulite / The Killer has Clean Hands)
- A Black Veil for Lisa (Massimo Dallamano, 1968; Italiano: La morte non ha sesso / Death Has No Sex)
- Orgasmo (Umberto Lenzi, 1968) lanzado en USA como Paranoia
- Interrabang (Giuliano Biagetti, 1969)
- So Sweet...So Perverse (Umberto Lenzi, 1969; Italiano: Così dolce...così perversa)
- La bambola di Satana/ The Doll of Satan (Ferruccio Casapinta, 1969) (no debe confundirse con la película de 1982, La Bimba di Satana)
- Una sull'altra / One on Top of the Other (Lucio Fulci, 1969) también conocido como Perversion Story
- Las trompetas del apocalipsis (Julio Buchs, Español, 1969) también conocido como Trumpets of the Apocalypse, también conocido como Murder by Music
- The House That Screamed (Narciso Ibáñez Serrador, 1969) también conocido como La residencia
- Death Knocks Twice (Harald Philip, 1969; Italiano: La morte bussa due volte) también conocido como Blonde Bait for the Murderer, también conocido como Hard Women, también conocido como The Blonde Connection
- Double Face (Riccardo Freda, 1969; Italiano: A doppia faccia) también conocido como Liz et Helen
- Macabre (Javier Setó, 1969; Español: Viaje al vacío / Journey to Emptiness) también conocido como The Invisible Assassin, también conocido como Shadow of Death

## Personalidades notables

### Directores
- Silvio Amadio
- Dario Argento
- Lamberto Bava
- Mario Bava
- Giuliano Carnimeo
- Paolo Cavara
- Massimo Dallamano
- Alberto De Martino
- Ruggero Deodato
- Riccardo Freda
- Lucio Fulci
- Ernesto Gastaldi
- Aldo Lado
- Umberto Lenzi
- Michele Lupo
- Antonio Margheriti
- Luciano Martino
- Sergio Martino
- Emilio Miraglia
- Duccio Tessari

### Actores
- Claudine Auger
- Barbara Bach
- Carroll Baker
- Eva Bartók
- Agostina Belli
- Helmut Berger
- Florinda Bolkan
- Barbara Bouchet
- Adolfo Celi
- Anita Ekberg
- Mimsy Farmer
- Edwige Fenech
- Ida Galli
- Giancarlo Giannini
- Brett Halsey
- David Hemmings
- George Hilton
- Suzy Kendall
- Sylva Koscina
- Dagmar Lassander
- Philippe Leroy
- Beba Lončar
- Leonard Mann
- Marisa Mell
- Macha Meril
- Tomas Milian
- Cameron Mitchell
- Tony Musante
- Rosalba Neri
- Franco Nero
- Daria Nicolodi
- Luciana Paluzzi
- Luigi Pistilli
- Ivan Rassimov
- Fernando Rey
- Letícia Román
- Howard Ross
- John Saxon
- Elke Sommer
- Jean Sorel
- John Steiner
- Anita Strindberg
- Fabio Testi
- Gabriele Tinti
- Marilu Tolo